# Nauru na Mistrzostwach Świata w Lekkoatletyce 1995
Nauru na Mistrzostwach Świata w Lekkoatletyce 1995 reprezentował jeden zawodnik - Ricky Canon. 
Był to piąty start reprezentacji Nauru na Mistrzostwach Świata w Lekkoatletyce - poprzednie to 1983, 1987, 1991 i 1993.

## Występy reprezentantów Nauru

### Mężczyźni
Podczas tych mistrzostw Ricky Canon wziął udział w rywalizacji sprinterów w biegu na 100 metrów. Eliminacje rozpoczęły się 5 sierpnia 1995 roku o godzinie 11:45. Canon wystąpił w piątym biegu eliminacyjnym. Podczas tego biegu wiatr był korzystny; jego siła wyniosła 0,7 metra na sekundę w plecy. Startował z piątego toru; Z wynikiem 11,51 zajął przedostatnie, 7. miejsce. W końcowej klasyfikacji tylko czterech zawodników miało gorszy czas. Zwycięzcą całych zawodów została Donovan Bailey z Kanady.

#### Konkurencje biegowe
| Konkurencja   | Zawodnik    | Eliminacje | Eliminacje | Półfinał      | Półfinał      | Finał         | Finał         |               |
| Konkurencja   | Zawodnik    | Rezultat   | Pozycja    | Rezultat      | Pozycja       | Rezultat      | Pozycja       |               |
| ------------- | ----------- | ---------- | ---------- | ------------- | ------------- | ------------- | ------------- | ------------- |
| Bieg na 100 m | Ricky Canon | 11,51      | 7          | Nie awansował | Nie awansował | Nie awansował | Nie awansował | Nie awansował |